# Programme au lycée

## Classe de seconde

### Français
En classe de seconde générale et technologique. L'année de seconde doit permettre de consolider les acquis antérieurs et être la première étape pour accéder à une maîtrise sans cesse accrue de la langue, à une connaissance de la littérature, et à la formation d'une pensée autonome.
Nous présentons ici les programmes tels qu'ils sont communiqués par l'Éducation Nationale (B.O no 41 du 7 novembre 2002), on entend par "textes et documents complémentaires" des éléments variés (articles, documents iconographiques, extraits de textes littéraires...) visant à éclairer l'étude en cours. Les points 1 à 5 doivent être abordés, les points 6 et 7 sont optionnels
1. Mouvement littéraire et culturel du XIXe ou XXes.: groupement de textes et une œuvre au choix du professeur accompagnés de documents.
2. Le récit: le roman ou la nouvelle au XIXe ou XXe s.: une œuvre au choix du professeur accompagnée de textes complémentaires.
3. Le théâtre, genres et registres: une pièce au choix du professeur, textes et documents complémentaires.
4. Le travail d'écriture : un groupement de textes littéraires et de documents au choix du professeur.
5. Démontrer, convaincre, persuader: un groupement de textes et documents au choix du professeur.
6. Écrire, publier, lire: un ou plusieurs ouvrages, documents et extraits au choix du professeur.
7. L'éloge et le blâme: une œuvre ou un groupement de textes au choix du professeur.

Ce programme n'est évidemment pas exhaustif, je vous conseille de consulter le B.O, et les documents d'accompagnement, très complets (notamment en ce qui concerne les objectifs et la mise en œuvre)

#### Mathématiques
Chapitre I : Les nombres
1. Les ensembles de nombres
2. Écriture décimale d'un réel
3. Nombres premiers

Chapitre II : Ordre dans R (Réel)
1. Ordre dans R
2. Intervalles
3. Valeur absolue

Chapitre III : Généralités sur les fonctions
1. Fonction et courbe représentative
2. Variations d'une fonction

Chapitre IV : Fonction affines, équation de droites et système
1. Fonctions affines
2. Équations de droites
3. Systèmes

Chapitre V : Fonction carré et fonction inverse
1. Fonction carré
2. Fonction inverse

Chapitre VI : Équations, études de signes et inéquations
1. Résolution d'équations
2. Résolution d'inéquations

Chapitre VII : Fonction cosinus et sinus
1. Cercle trigonométrique
2. Cosinus et sinus d'un réel
3. Fonction cosinus et sinus

Chapitre VIII : Configurations planes
1. Droites remarquables
2. Le parallélogramme
3. Pythagore et Thales
4. Les angles

Chapitre IX : Vecteurs et repérage
1. Vecteurs du plan
2. Vecteurs colinéaires
3. Repérage dans le plan

Chapitre X : Triangles isométriques et triangles semblables
1. Les transformations
2. Triangles isométriques
3. Triangles semblables ou de même forme

Chapitre XI : Géométrie dans l'espace
1. Perspective cavalière
2. Droites de l'espace
3. Plans de l'espace
4. Droites et plans
5. Orthogonalité dans l'espace

Chapitre XII : Statistiques
1. Vocabulaire de la statistique
2. Résumés numériques
3. Propriétés de la moyenne

#### Langue vivante A
- Langue
- civilisation

#### Physique-chimie
Thème 1: Constitution et transformation de la matière
États de la matière
Masse volumique
Composition en masse, en volume
Concentration en masse
Dissolution, dilution
Dosage par étalonnage
Entités chimiques (atomes, ions, molécules, composés ioniques)
Mole et quantité de matière
Transformations de la matière (réactions physiques, chimiques et nucléaires)
Réactif limitant et stoechiométrie
Thème 2: Mouvement et interactions 
Description de mouvements (référentiel, trajectoire, vitesse)
Vecteurs vitesse
Poids et force
Force d'interaction gravitationnelle
Thème 3: Ondes et signaux 
Le son
La lumière
Signaux, capteurs et électricité

#### Vie de classe et de l'établissement
Les 10 heures annuelles permettent de préparer et rendre compte des conseils de classe et préparer l'orientation scolaire après la seconde et après le bac. Elles peuvent aussi être demandées par les élèves pour résoudre un problème interne, ou par l'établissement pour des questions d'ordre administratif ou concernant la vie de l'établissement. 
Sciences économiques et sociales
Sciences numériques et technologie
Sciences de la Vie et de la Terre
Langue vivante B
Histoire-géographie
Enseignement moral et civique

## Classe de première générale

### Tronc commun

#### Langue vivante A
- Langue
- civilisation

#### Enseignement scientifique
Histoire-géographie
Enseignement moral et civique
Education physique et sportive

#### Français
En classe de première générale et technologique.Programmes présentés par l'Éducation Nationale, BO no 40 du 2 novembre 2006. Les points 1 à 5 sont communs à toutes les séries, le point 5 est facultatif pour les séries technologiques. Pour la série littéraire s'ajoutent les points 6 et 7. Ces programmes ne sont pas exhaustifs, nous vous invitons à consulter les B.O pour des informations plus complètes sur les programmes, les objectifs et la mise en œuvre.
Dans la continuité de la classe de seconde, il s'agit d'amener les élèves à dégager les significations des textes et des œuvres.
1. Le roman et ses personnages : visions de l'homme et du monde: un roman au choix du professeur du XVIIes à nos jours, accompagné de textes et documents complémentaires.
2. La poésie : un recueil de poèmes ou un groupement de textes du XVIes à nos jours au choix du professeur.
3. Le théâtre : texte et représentation: une pièce de théâtre au choix du professeur, du XVIIe s à nos jours, accompagnée de textes et documents complémentaires.
4. L'argumentation : convaincre, persuader et délibérer: une œuvre littéraire ou un groupement de textes au choix du professeur, accompagnés de documents et de textes complémentaires.
5. Un mouvement littéraire et culturel : du XVIes, XVIIes ou XVIIIes : une œuvre littéraire ou un groupement au choix du professeur, accompagné de textes et documents complémentaires.
6. L'autobiographie : une œuvre littéraire au choix du professeur, accompagnée de textes et documents complémentaires.
7. Les réécritures : un groupement de textes littéraires au choix du professeur.

## Classe de terminale

### Matière Communes à programme commun

#### Histoire
L'histoire du monde et de la France.

#### Langues vivantes
- Langue
- civilisation

#### TPE
Les Travaux personnel encadré existent dans les 3 sections de première générale. C'est un travail en groupe sur un des thèmes proposés (différents selon les séries en 1re et 2 thèmes commun et 4 différenciés en terminale) regroupant 2 des matières principales de la série. Le travail rendu peut être de différentes formes : écrit traditionnel (rapport), écrit (cd...), oral (pièce de théâtre, vidéo....)

#### Vie de classe et de l'établissement
Les 10 heures annuelles sont consacrées essentiellement à la préparation et au compte rendu collectifs des conseils de classe, et à l'orientation post baccalauréat des élèves, et les démarches administratives pour l'examen. Comme dans les autres classe une heure peut être demandé par les élèves ou l'établissement pour des raisons diverses

### Terminale L

#### Mathématique enseignement de spécialité
programme à partir de la rentrée 2006

### Terminale ES

#### SES
Les Sciences économiques et sociales en classe de terminale ont pour thème : "L'évolution économique et sociale : croissance, développement et déséquilibre".
Le programme est extrait du Bulletin Officiel d'octobre 2002

##### enseignement obligatoire
- Thème 1 : Accumulation du capital, organisation du travail et croissance économique
  - Chapitre 1 : Croissance capital et progrès technique
    - Sources et limites de la croissance économique
    - Accumulation du capital progrès technique et croissance

  - Chapitre 2 : Travail et emplois
    - Organisation du travail et croissance
    - Croissance, progrès technique et emplois
- Thème 2: Inégalité, conflit et cohésion sociale : la dynamique sociale
  - Chapitre 1 : Stratification sociale et inégalités
    - La dynamique de la stratification sociale
    - Les enjeux et déterminants de la mobilité sociale
    - Idéal démocratique et inégalité

  - Chapitre 2 : conflit et mobilisation sociale
    - mutation du travail et conflit sociaux
    - diversification des objets et des formes de l'action collective

  - Chapitre 3 : Intégration et inégalité
    - La cohésion sociale et les instances d'intégration
    - Protection sociale et solidarités collectives

  - Chapitre 4 : Internationalisation des échanges et mondialisation
    - commerce international croissance et développement
    - Stratégie internationale des entreprises
    - Mondialisation, évolutions sociales et culturelles et régulation

  - Chapitre 5 : Intégration européenne et politique économique sociale
    - Union européenne et dynamique de l'intégration régionale
    - Les nouveaux cadres de l'action publique

##### enseignement de spécialité
En terminale l'enseignement consiste en l'approfondissement de certain thèmes à travers l'étude d'extrait de texte d'auteur ayant participé au développement des SES.

### Terminale S

#### Physique

##### enseignement obligatoire
A - Propagation d’une onde ; ondes progressives –
1-Ondes progressives mécaniques périodiques-
2-La lumière, modèle ondulatoire-
B-Transformation nucléaires -
1-Décroissance radioactive-
1.1	Stabilité et instabilité des noyaux
1.2	La radioactivité
1.3	Loi de décroissance
2-Noyaux, masse, énergie-
2.1 Équivalence masse-énergie
2.2 Fission et fusion
2.3 Bilan de masse et d’énergie d’une réaction nucléaire
C - Évolution des systèmes électriques –1 - Cas d’un dipôle RC
1.1 Le condensateur
1.2 Dipôle RC
2 - Cas du dipôle RL
2.1 La bobine
2.2 Dipôle RL
3 - Oscillations libres dans un circuit RLC série
D - Évolution temporelle des systèmes mécaniques –1 - La mécanique de Newton
2 - Étude de cas
2.1 Chute d’un solide
2.2 Mouvements plans
3 - Systèmes oscillants
3.1 Présentation de divers systèmes oscillants mécaniques
3.2 Le dispositif solide-ressort
3.3 Le phénomène de résonance
4 - Aspects énergétiques
5 - L’atome et la mécanique de Newton : ouverture au monde quantique
E - L’évolution temporelle des systèmes et la mesure du temps -

##### enseignement de spécialité
A -Produire des images, observer –
1-Formation d'une image-
2-Le microscope-
3-La lunette astronomique et le télescope de Newton-
B -Produire des sons, écouter –
1-Production d'un son-
2-Réflexion des ondes, Ondes stationnaires-
3-Acoustique musicale et physique des sons-
C -Produire des signaux, communiquer –
1-Les ondes électromagnétiques-
2-La modulation d'amplitude, et sa démodulation-
3-Dispositif permettant de recevoir une émission radio-